# 加藤一和
加藤一和（かとう いちわ、1979年12月11日 - ）は茨城県出身の俳優。

## 活動

### 舞台
- 真夏の夜の夢
- 絆〜KIZUNA〜
- めぐりあい〜そして

### TV
- 富豪刑事
- おとなの夏休み
- トップキャスター
- 演歌の女王
- 黒い太陽
- 鉄板少女アカネ
- 華麗なる一族
- 帰ってきた時効警察
- アテンションプリーズSP
- ホテリア

### 映画
- 「リベンジ」 日原高志監督
- 「バースデイ」 豊田智香監督
- 「神種」 大津光太郎監督
- 「カクトウ便」
- 「愛のむき出し」 園子温監督
- 「デトロイト･メタル･シティ」
- 「ドッペルゲンガー」 監督：神林裕介
- 「話のつづき」 監督：御代田直樹
- 「闇に落ちる」 監督：野上洋樹
- 「嘘つく男はよく喋る」 監督：野上洋樹
- 「Monochrome」 監督：松本了
- 「女子高生のはらわた」 監督：田代尚也
- 「よみがえった改心」 監督：松村さやか
- 「樹海」 高崎監督
- 「あじさい」 監督：加藤一和
- 「小さな願いのはじまり」 監督・野上洋樹
- 「なんかイイ！〜友情編〜」 監督・辻和朗
- 「マチビト」 監督・辻和朗
- 「夏がくれば・・・」 監督・加藤一和
- 「音符の橋」 監督・中林次郎
- 「迷う人・集う人」 監督・Ono秀圓 
（東京都市大学文化祭第15回TCU横浜映画祭ノミネート作品）
- 「大丈夫じゃない」 監督 鈴城諄子
- 「鼓動が奏でる0.7秒の越境」 監督・中林次郎
- 「little my buranko」 監督・鈴木まりこ
- 「小百合」 監督・加藤一和
- 「侍LOVERS」 監督・加藤一和
- 「まちあわせ」 監督・坂口彩
- 「Sara」 監督・辻和朗
- 「とんだクリスマスプレゼント」 監督・加藤一和
- 「影を掠める時」 監督・中林次郎
- 「片道トンネル」 監督・加藤一和
- 「イッツ・ユア・チャンス」 監督・加藤一和
- 「3」 監督・佐藤恵理
- 「卯月物語」 監督・中林次郎
- 「夏がくれば2」〜動き出した時間〜監督・辻和朗
- 「前を向いて」 監督・辻和朗
- 「危険な香りで休日を…」 脚本・監督・辻和朗
- 「私と彼とその匂い」 脚本・監督・猪野木健一
- 「カタチだけの夫婦」 監督・猪野木健一
- 「トムヤム君」 監督・西口千草
- 「flower」 脚本・監督・堅固山莉乃
- 「君去りし後」 脚本・監督・辻和朗
（Jim×Jimアワード入選作品）
- 「blame me」 監督・加藤一和
- 「それでもお前か！」 脚本・監督・辻和朗
- 「はじめまして、さようなら」 脚本・監督・辻和朗
- 「シャイニーロード」 脚本・監督・麻田奈穂
- 「まりも」 脚本・監督・桃山莉乃
- 「夢魔」 脚本・監督・辻和朗

### TVCMナレーション
- 映画「ペルソナ」DVD予告編
- ネットCM「ミホ工業株式会社」ドキュメンタリー

### 監督作品
- 加藤一和初監督作品「あじさい」予告編！[1]
- 「夏がくれば…」 出演・永山佳苗
- 「小百合」 出演・鶴田香
- 「侍LOVERS」 出演・桃山莉乃
- 「とんだクリスマスプレゼント」 出演・岬千泰
- 「片道トンネル」 出演・麻田奈穂
- 「It's your chance」 出演・シャンデリア節子
- 「Blame me 〜濡れ衣〜」 出演・辻和朗
- 「森の向橋」 出演・桃山莉乃、山口浩太